# Noel Monks
Noel Stephen Monks (* 18. Dezember 1907 in Melbourne; † 18. Juni 1960 in London) war ein australischer Journalist.

## Leben und Tätigkeit
Monks wuchs in Tasmanien auf. Er wurde am St. Virgil's College in Hobart ausgebildet. Mit Sechzehn lief er von zuhause davon und ging ein Jahr zur See. Anschließend kehrte er zurück und beendete seine Schullaufbahn. Anschließend verbrachte er zwei Jahre bei der Handelsmarine und schloss sich später der australischen Marine an.
Um 1930 wandte Monks sich dem Journalismus zu. Er war zunächst bei der Zeitung Sun in Melbourne tätig. Nachdem er zu der Überzeugung gelangt war, dass er in seinem Beruf in seiner – geographisch weit abseits des „großen Weltgeschehens“ liegenden – Heimat nicht die große Karriere machen können würde, die er anstrebte, siedelte er 1935 nach Großbritannien über, das damals als journalistischer Mittelpunkt der Welt galt: Im Januar 1935 reiste Monks von Melbourne aus mit einem Linienschiff nach Großbritannien, wobei er sich die Passage verdiente, indem er als Crewmitglied auf diesem Schiff arbeitete. In London fand er bald eine Anstellung bei der Zeitung Daily Express.
1935 reiste Monks nach Abessinien/Äthiopien, um über die sich immer weiter verschärfenden Anspannungen zwischen diesem Kaiserreich und dem einen aggressiven außenpolitischen Kurs fahrenden Italien unter Benito Mussolini zu berichten. Italien sandte zu dieser Zeit immer deutlichere Signale aus, dass es danach strebte sein afrikanisches Kolonialreich auf Kosten Abessiniens zu erweitern, indem es Teile dieses Staates – oder sogar den ganzen Staat – annektieren würde. Da der Express sich weigerte, diese Reise zu finanzieren, ging Monks als freischaffender Journalist nach Abessinien.
Im Oktober 1935 erlebte Monks in Abessinien die schließlich tatsächlich erfolgte italienische Invasion des Landes mit, die zum Abessinienkrieg führte, über den er Berichte für die Zeitungen News of the World und den Melbourner Herald sowie für eine Nachrichtenagentur verfasste. Anschließend ging er kurzzeitig nach Australien zurück, verließ das Land aber bald erneut, da der „Ruhm“, den er sich durch seine Berichte aus Afrika erworben hatte, ihm entgegen seinen Erwartungen dort nicht die Tür zu einer führenden journalistischen Stellung öffnete.
Im Mai 1936 traf Monks erneut in London ein, wo er erneut in den Dienst des Daily Express trat.

### Tätigkeit als Berichterstatter aus dem Spanischen Bürgerkrieg
Ab 1936 berichtete Monks für den Express aus Spanien als Kriegsberichterstatter über den dort in diesem Jahr ausgebrochenen Bürgerkrieg. Seine Sympathien galten dabei – unter anderem bedingt durch seinen katholischen Glauben, den er in der politischen Ausrichtung der Nationalisten und in den Zielen, die diese zu verfolgen erklärten, wiederzuerkennen meinte – zunächst der Kriegspartei der „Nationalisten“ unter Francisco Franco, während er die Republikaner ablehnte. Binnen weniger Monate nach seiner Ankunft in Spanien änderte er seine Meinung jedoch grundlegend und stand Franco und seinen Anhängern schließlich mit scharfer Ablehnung gegenüber. Dennoch berichtete er gleichermaßen über die von beiden Seiten verübten Kriegsgräuel.
Aufgrund seiner Versuche, die Zensur durch die Presseaufsichtsstellen, die die Nationalisten in dem von ihnen kontrollierten Teilen Spanien zur Überwachung und Kontrolle der Berichte der ausländischen Kriegsberichterstatter eingerichtet hatten, zu unterlaufen wurde Monks schließlich des Landes verwiesen. Daraufhin reiste er über Gibraltar in das von den Republikanern kontrollierte Gebiet des Landes und berichtete fortan von dort.
Am Mittag des 26. April 1937 besuchte Monks die baskische Stadt Guernica, die wenige Stunden später durch Luftbombardements der die spanischen Nationalisten unterstützenden deutschen Legion Condor größtenteils vernichtet wurde. Monks war der erste ausländische Kriegsberichterstatter, der in der zerstörten Stadt eintraf. Seine am Folgetag im Daily Express veröffentlichte plastische Schilderung der grauenhaften Zustände, die er in Guernica vorfand, war eine der ersten Darstellungen über den Vorgang, die die Weltöffentlichkeit erhielt. Er trug maßgeblich dazu bei, dass der Name der Stadt zu einem Synonym für die Schrecken des modernen Krieges wurde. Zusammen mit den Berichten einer Handvoll anderer Berichterstatter, die am selben Tag mit ihm in der Stadt eintrafen (Mathieu Corman, Christopher Holmes, George Steer), prägte Monks’ Darstellung maßgeblich das Bild der Zeitgenossen und der Nachwelt – insbesondere auch der historischen Fachliteratur – von dem gesamten Vorgang. Zudem schlugen sich Elemente seines Berichtes in Pablo Picassos gleichnamigen Werk Guernica nieder, das die Schrecken der Zerstörung der Stadt künstlerisch verarbeitet und reflektiert und das zu den bekanntesten Kunstwerken des 20. Jahrhunderts zählt.
Im März 1937 wurde Monks in Sevilla von nationalistischen Truppen verhaftet, nachdem ein von ihm verfasster Bericht über den Einsatz italienischer Truppen im Spanischen Bürgerkrieg auf Seiten der Nationalisten – ein Umstand den die Nationalisten und die italienische Regierung offiziell strikt bestritten – von der Redaktion des Express aus Versehen unter seinem Namen – anstatt unter einem anderen Namen oder anonym – veröffentlicht worden war. Ihm wurde daraufhin Zensurumgehung vorgeworfen, was die Nationalisten als ein der Spionage gleichwertiges Verbrechens ansahen. Monks wurde schließlich sogar dem Führer der Nationalisten, Franco, persönlich vorgeführt, der ihm eröffnete, dass er erschossen werden würde. Hierzu kam es jedoch nicht. Stattdessen wurde er aus dem Land ausgewiesen.

### Weitere Karriere
Um 1939 wechselte Monks als Journalist zur Daily Mail. Nach Ausbruch des Zweiten Weltkriegs berichtete Monks zunächst als Korrespondent aus Paris, wo er beim britischen Expeditionskorps akkreditiert war. Im Buch Squadrons Up berichtete er über seine Einsätze als Begleiter der Royal Air Force im Jahr 1939. Es wurde das erste noch während des Krieges veröffentlichte Buch über den Zweiten Weltkrieg, das Bestsellerstatus erreichte.
Ende der 1930er Jahre geriet Monks aufgrund seiner journalistischen und schriftstellerischen Tätigkeit in das Visier der nationalsozialistischen Polizeiorgane, die ihn als wichtige Zielperson einstuften: Im Frühjahr 1940 setzte das Reichssicherheitshauptamt in Berlin ihn dann auf die Sonderfahndungsliste G.B., ein Verzeichnis von Personen, die im Falle einer erfolgreichen deutschen Invasion Großbritanniens durch die Sonderkommandos der SS-Einsatzgruppen mit besonderer Priorität ausfindig gemacht und verhaftet werden sollten.
1942 hielt er sich erneut in seiner australischen Heimat auf, die er aufgrund von Schwierigkeiten mit den dortigen Zensurbehörden wieder verließ.
1943 nahm Monks dann als Kriegsberichterstatter in den von George Patton geführten Truppenverbänden an der alliierten Invasion Siziliens teil. 1944 berichtete er von der alliierten Landung in der Normandie. Nach dem Zweiten Weltkrieg berichtete er über den Korea-Krieg. Der letzte Krieg, von dem Monks berichtete, war in Malaya 1956.
Noel Monks war mehrere Male verheiratet, darunter mit der amerikanischen Journalistin Mary Welsh, die sich von ihm scheiden ließ, um Ernest Hemingway zu heiraten.

## Schriften
- Taking Off! Our Airmen in the Making, 1939.
- Eye-Witness, 1959.